# Регіони Перу
Регіони Перу (ісп. Departamentos del Perú) — адміністративні одиниці Перу першого рівня. Після здобуття незалежності в 1821 році, територія Перу була поділена на департементи (ісп. departamentos), проте поділ вимагав перегляду через зростання політичної та економічної ваги столиці країни, Ліми. Після кількох спроб децентралізації, департаменти були замінені регіонами, та перші регіональні уряди були обрані 20 листопада 2002 року.
За новою системою поділу, колишні департаменти та конституційна провінція Кальяо стали регіонами. Провінція Ліма не була включена до процесу і не є частиною будь-якого регіону. На відміну від колишніх департаментів, регіони мають вибірний уряд та мають більші повноваження в межах своєї юрисдикції. Згідно з Органічним законом регіональних урядів 2002 року (ісп. Ley Orgánica de Gobiernos Regionales), відбувся поступовий процес переносу деяких функцій центрального уряду до урядів регіонів. У 2005 році був проведений референдум про злиття кількох регіонів, проте ця спроба не дістала підтримки виборців.
Перуанські регіони поділені на провінції, що у свою чергу поділені на райони.
| UBIGEO | Прапор | Регіон         | Герб | Центр             | Площа (км²) | Населення  | Густота́ (осіб/км²) | Розташування на карті |
| ------ | ------ | -------------- | ---- | ----------------- | ----------- | ---------- | ------------------ | --------------------- |
| 1      |        | Амасонас       |      | Чачапояс          | 39249,13    | 389 700    | 9,9                |                       |
| 2      |        | Анкаш          |      | Уарас             | 35914,41    | 1 039 415  | 28,9               |                       |
| 3      |        | Апурімак       |      | Абанкай           | 20895,79    | 418 882    | 20,0               |                       |
| 4      |        | Арекіпа        |      | Арекіпа           | 63345,39    | 1 140 810  | 18,0               |                       |
| 5      |        | Аякучо         |      | Аякучо            | 43814,80    | 619 338    | 14,1               |                       |
| 6      |        | Кахамарка      |      | Кахамарка         | 33317,54    | 1 359 023  | 40,8               |                       |
| 7      |        | Кальяо         |      | Кальяо            | 146,98      | 810 568    | 5514,8             |                       |
| 8      |        | Куско          |      | Куско             | 71986,50    | 1 171 503  | 16,3               |                       |
| 9      |        | Уанкавеліка    |      | Уанкавеліка       | 22131,47    | 447 054    | 20,2               |                       |
| 10     |        | Уануко         |      | Уануко            | 36848,85    | 730 871    | 19,8               |                       |
| 11     |        | Іка            |      | Іка               | 21327,83    | 665 592    | 31,2               |                       |
| 12     |        | Хунін          |      | Уанкайо           | 37666,99    | 1 091 619  | 29,0               |                       |
| 13     |        | Ла-Лібертад    |      | Трухільйо         | 25499,90    | 1 539 774  | 60,4               |                       |
| 14     |        | Ламбаєке       |      | Чиклайо           | 14231,30    | 1 091 535  | 76,7               |                       |
| 15     |        | Місто Ліма     |      | Ліма              | 2672.28     | 10 092 000 | 3208,86            |                       |
| 16     |        | Ліма (регіон)  |      | Уачо              | 34 801.59   | 11 245 566 | 289,5              |                       |
| 17     |        | Лорето         |      | Ікітос            | 368851,95   | 884 144    | 2,4                |                       |
| 18     |        | Мадре-де-Дьйос |      | Пуерто-Мальдонадо | 85300,54    | 92 024     | 1,1                |                       |
| 19     |        | Мокеґуа        |      | Мокеґуа           | 15733,97    | 159 306    | 10,1               |                       |
| 20     |        | Паско          |      | Серро-де-Паско    | 25319,59    | 266 764    | 10,5               |                       |
| 21     |        | П'юра          |      | П'юра             | 35892,49    | 1 630 772  | 45,4               |                       |
| 22     |        | Пуно           |      | Пуно              | 66997,12    | 1 245 508  | 18,6               |                       |
| 23     |        | Сан-Мартін     |      | Мойобамба         | 51253,31    | 669 973    | 13,1               |                       |
| 24     |        | Такна          |      | Такна             | 16075,89    | 274 496    | 17,1               |                       |
| 25     |        | Тумбес         |      | Тумбес            | 4045,86     | 191 713    | 47,4               |                       |
| 26     |        | Укаялі         |      | Пукальпа          | 101830,64   | 402 445    | 4,0                |                       |
| -      |        | Перу           |      | Ліма              | 1 285 215   | 34 352 720 | 26,82              |                       |